# Chiesa di Santa Lucia (Altavalle)
La Chiesa di Santa Lucia è la parrocchiale di Grumes, frazione di Altavalle in Trentino. Rientra nella zona pastorale di Mezzolombardo dell'arcidiocesi di Trento e risale al XIV secolo.

## Storia

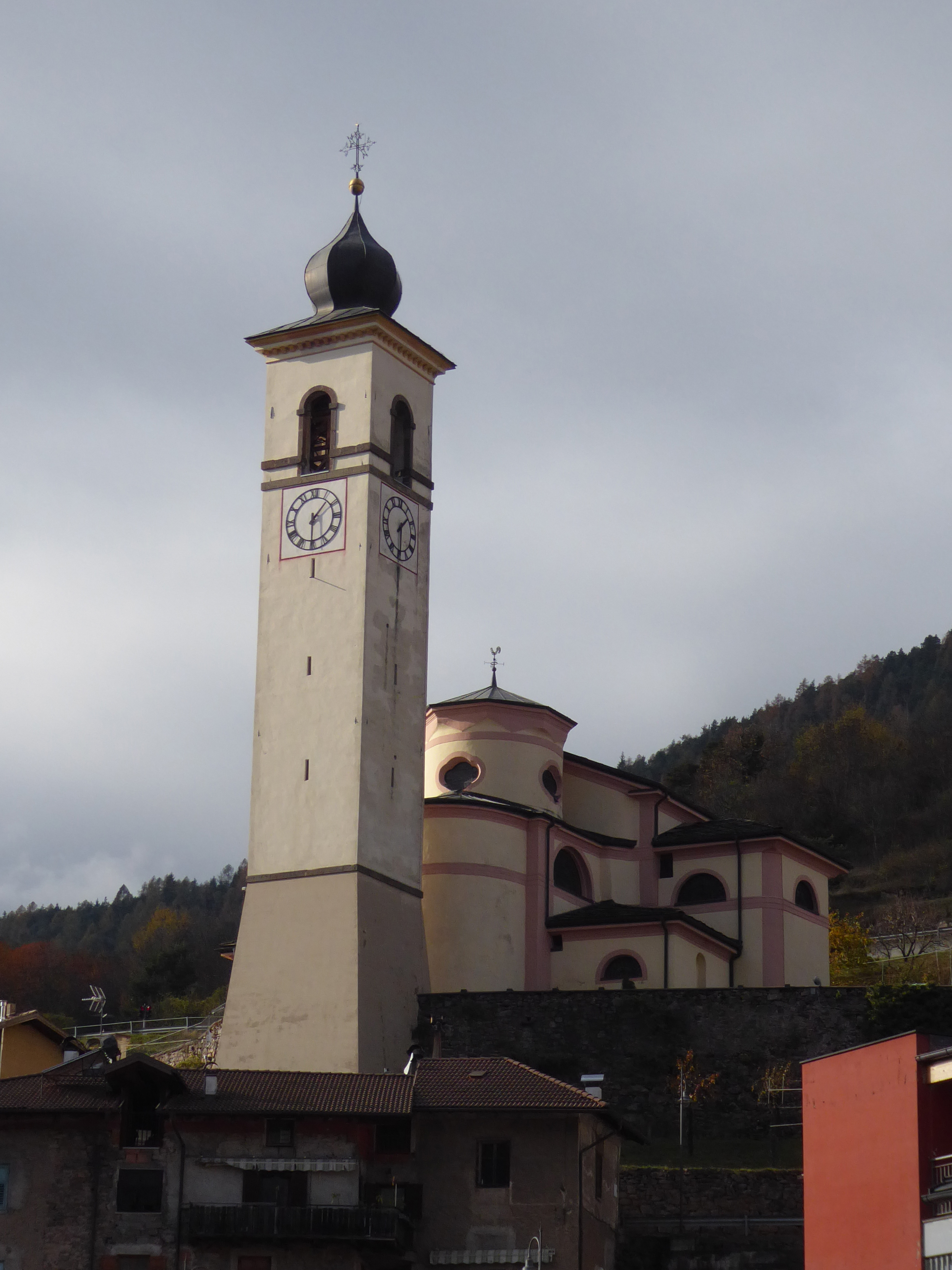
Vista del retro

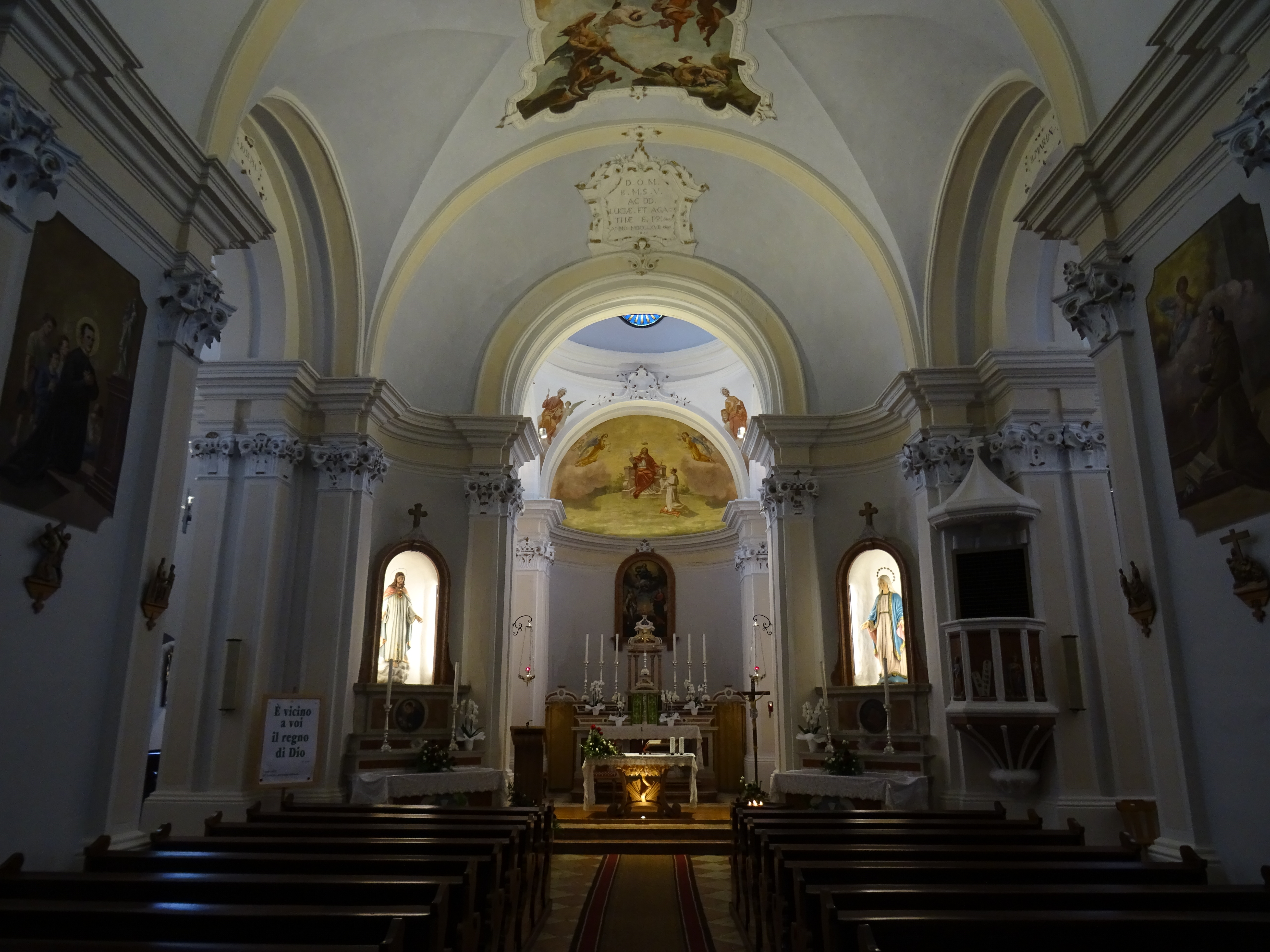
Interno

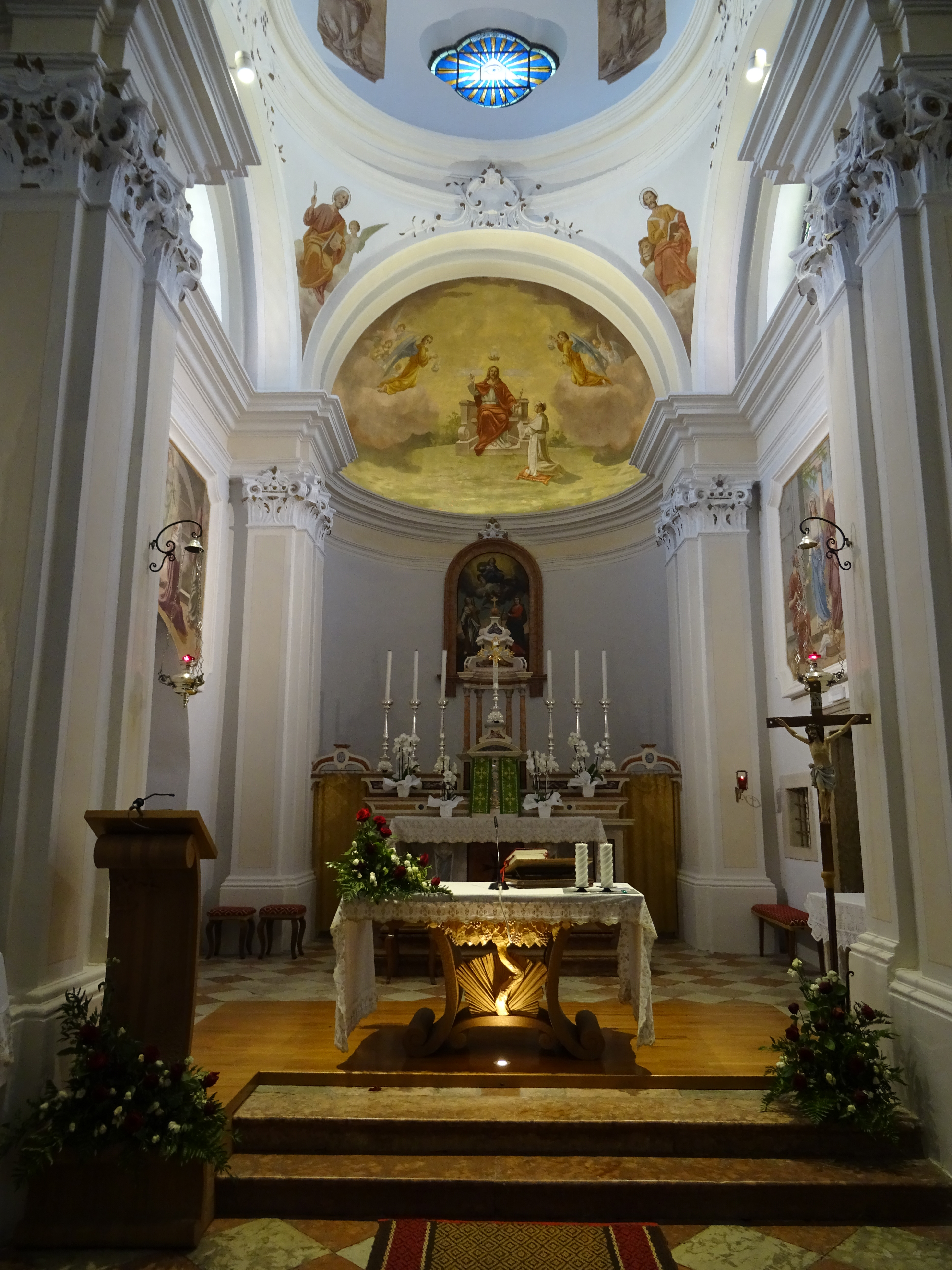
Presbiterio

Il primo edificio religioso nella località di Grumes viene citato già alla fine del XIV secolo ma è solo nel XVI secolo che la piccola chiesa viene dedicata a Santa Agata e qualche decennio più tardi, nel 1584, la dedicazione diventa per Santa Lucia e contemporaneamente viene elevata a dignità curaziale.
All'inizio del XVII secolo la piccola chiesa originale viene ampliata e, oltre un secolo dopo, completamente ricostruita.  Nel 1767 Valentino Rovisi affresca la volta della navata e della cupola presbiteriale e circa venti anni più tardi viene costruito, accanto alla chiesa, il cimitero della comunità.
A partire dal 1834 la struttura viene ampliata con la costruzione di due cappelle nella navata inoltre viene innalzata la torre campanaria e nel cimitero viene custruita una nuova cappella per le funzioni funebri.
Nel 1912 viene elevata a dignità di chiesa parrocchiale. Nel periodo precedente la seconda guerra mondiale tutto l'edificio viene restaurato e si procede anche a sistemare gli esterni. Nuovi lavori di restauro conservativo vengono realizzati nella seconda metà del XX secolo.
Tra il 1975 e il 1999 viene realizzato l'adeguamento liturgico. Il nuovo altare postconciliare è realizzato dallo scultore Egidio Petri è posto nel presbiterio in posizione avanzata. L'altare maggiore storico viene mantenuto e la custodia eucaristica resta nel tabernacolo originale.
La sede è inserita tra i due altari e a sinistra si trova l'ambone.

## Descrizione

### Esterni
L'orientamento della piccola chiesa è verso sud-est. Col vicino camposanto si trova in posizione elevata sulla vallata dell'Avisio.
Il prospetto principale è molto semplice a capanna con due spioventi. Il portale è architravato e protetto da una piccola tettoia leggermente sporgente,
La torre campanaria è staccata dal corpo principale della struttura ed ha copertura a cipolla.

### Interni
la navata interna è unica, con due campate. La sala è ampliata da due cappelle laterali gemelle. Il presbiterio, leggermente rialzato, corrisponde alla copertura a cupola sul tetto.   
Di particolare interesse sono gli affreschi conservati sulle volte della navata e della cupola presbiteriale attribuiti a Valentino Rovisi.